# 热尔米涅 (汝拉省)
热尔米涅（法語：Germigney，法語發音：[ʒɛʁmiɲɛ]）是法国汝拉省的一个市镇，属于多勒区。

## 地理
热尔米涅（47°1'36"N, 5°41'17"E）面积5.44 平方千米，位于法国勃艮第-弗朗什-孔泰大區汝拉省，该省份为法国东部内陆省份，北起上索恩省，西北接科多尔省，西临索恩-卢瓦尔省，南至安省，东与杜省和瑞士接壤。
与热尔米涅接壤的市镇（或旧市镇、城区）包括：埃特勒皮涅、尚布莱、沙特莱、卢河畔希塞、桑唐。

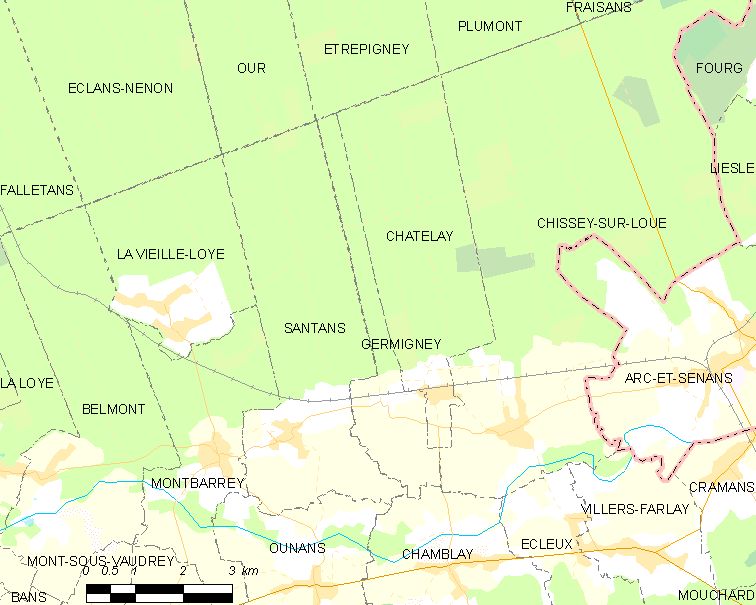
的OSM定位图

热尔米涅的时区为UTC+01:00、UTC+02:00（夏令时）。

## 行政
热尔米涅的邮政编码为39380，INSEE市镇编码为39249。

## 政治
热尔米涅所属的省级选区为蒙苏沃德雷县。

## 人口

1962-2008年间人口变化图示

热尔米涅于2022年1月1日时的人口数量为77人。